# Wilhelm Haberzettl

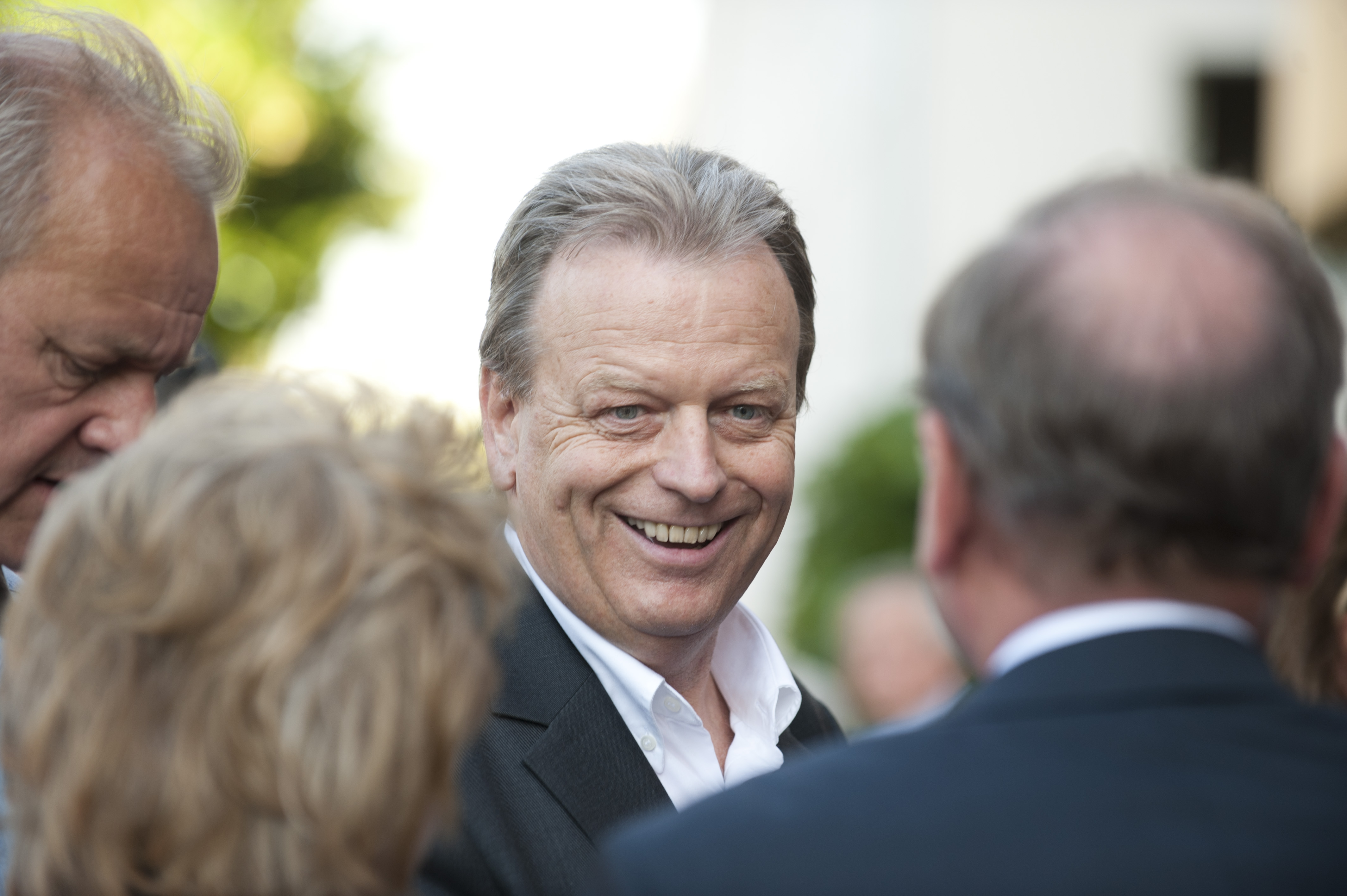
Wilhelm Haberzettl (2011)

Wilhelm Haberzettl (* 2. Juli 1955 in St. Pölten) ist ein österreichischer Gewerkschaftsfunktionär und ehemaliger Abgeordneter zum Nationalrat der SPÖ.

## Leben
Haberzettl wuchs in Hofstetten-Grünau als Sohn eines Eisenbahners auf und besuchte dort von 1961 bis 1965 die Volksschule, von 1965 bis 1969 die Hauptschule in Ober-Grafendorf und danach bis 1972 die HTL St. Pölten.

### Politische Karriere
Bis 1992 war er Fahrdienstleiter bei den Österreichischen Bundesbahnen, unter anderem am Bahnhof Zell am See und in Salzburg. Den Grundstein für seine Karriere legte er von 1976 bis 1992 als Vertrauensperson und Ortsgruppenobmann, von 1992 bis 1993 war er Mitglied des Personalausschusses der ÖBB-Direktion Linz, danach bis 2005 Mitglied des Zentralausschusses der ÖBB, ab 1998 als Vorsitzender. Seit September 2005 ist Haberzettl Vorsitzender des Zentralbetriebsrates der ÖBB-Infrastruktur Bau AG, seit März 2006 Vorsitzender der Konzernvertretung des ÖBB-Konzern.
Von 1995 bis September 1999 war er stellvertretender Vorsitzender der Gewerkschaft der Eisenbahner, anschließend bis Dezember 2006 ihr Vorsitzender. Nach der Fusion der Eisenbahn-Gewerkschaft mit den Gewerkschaften HGPD und HTV wurde er Vorsitzenderstellvertreter der daraus hervorgegangenen Verkehrs- und Dienstleistungsgewerkschaft vida. Seit 1998 ist er Vizepräsident der Internationalen Transportarbeiter-Föderation (ITF), seit 1999 Präsident der Europäischen Transportarbeiter-Föderation (ETF).
Nachdem Haberzettl im Juni 2006 interimistischer Vorsitzender der Fraktion Sozialdemokratischer Gewerkschafter im ÖGB wurde, wurde er am 22. Jänner 2007 in dieser Funktion bestätigt.
Von Februar 2005 bis Oktober 2006 war Haberzettl stellvertretender Vorsitzender des Hauptverbandes der österreichischen Sozialversicherungsträger. Mit September 2006 wurde er Mitglied des erweiterten SPÖ-Präsidiums und des SPÖ-Bundesparteivorstands, von 2006 bis 2013 war er Abgeordneter zum österreichischen Nationalrat.

### Nach der Politik
Mitte November 2011 kündigte Haberzettl an, dass er mit 22. November 2011 sein Mandat als Konzernbetriebsratsvorsitzender der ÖBB zurücklegen und sich bis Jahresende sukzessive aus sämtlichen Gewerkschafts- und Betriebsratsfunktionen zurückziehen werde und dass er mit Jahresbeginn 2012 den Posten des Geschäftsführers der Gemeinnützigen allgemeinen Bau-, Wohn- und Siedlungsgenossenschaft (BWS-Gruppe) übernehmen werde. Im Februar 2019 wurde Haberzettl in einer außerordentlichen Aufsichtsratssitzung der Genossenschaft als Vorstandsvorsitzender einstimmig abberufen und fristlos entlassen. Basis für die Entscheidung war ein Prüfbericht der Rechtsanwaltskanzlei des SPÖ-Abgeordneten Jarolim (Jarolim Partner) sowie PwC, wonach es zu einer Verletzung der Sorgfaltspflichten durch den Vorstand gekommen sei. Auch aus weiteren Geschäftsführungs- und leitenden Aufsichtsratsmandaten im gemeinnützigen Wohnbau Wiens wurde Haberzettl entlassen bzw. abberufen.
Der Grund für die Entlassungen war, dass Tochtergesellschaften der BWS Gebäude zu einem sehr niedrigen Preis verkauften, die kurze Zeit später zu einem wesentlich höheren Preis an einen neuen Interessenten weitergegeben wurden. Als die Vorstände Haberzettl und Hamerle dem Aufsichtsrat die Aufklärung verweigerten, folgte ihre Entlassung. Im März wurde gegen Haberzettl eine Anzeige wegen des Verdachts der Untreue bei der Staatsanwaltschaft Wien eingebracht. Demnach soll der Schaden „mindestens 2,5 Millionen Euro“ betragen.
Die Ermittlungen wurden von der WKStA mit 10. Februar 2021 zur Gänze eingestellt.

### Privat
Haberzettl ist verheiratet und hat einen Sohn.